# Ceratosolen coecus
Ceratosolen coecus is een vliesvleugelig insect uit de familie vijgenwespen (Agaonidae). De wetenschappelijke naam is voor het eerst geldig gepubliceerd in 1855 door Coquerel.